# USS LST-746
O USS LST-746 foi um navio de guerra norte-americano da classe LST que operou durante a Segunda Guerra Mundial.